# Georg Kasten Aspegren
Georg Kasten Aspegren, född 1791 i Karlskrona, död 11 juli 1828, var en svensk naturforskare.
Aspegrens far var kronobagare och själv började han som bagare som fadern, men visade stort intresse för naturvetenskapen och ägnade sina lediga stunder till studier i ämnet. Från olika håll samlade han på sig betydliga naturhistoriska samlingar och byggde upp ett eget naturhistoriskt museum, kring vilket han även anlade en botanisk trädgård. Han ägnade sig även åt egen forskning, och gjorde bland annat försök att sammanställa en blekingsk flora, och vann berömmelse med det efter hans död utgivna Växtriket familjeträd, ett i folio graverat planschverk.
Elias Fries uppkallade till hans minne två växtarter med Aspegrens namn.